# Sepedon pelex
Sepedon pelex är en tvåvingeart som beskrevs av Steyskal 1956. Sepedon pelex ingår i släktet Sepedon och familjen kärrflugor.
Artens utbredningsområde är Etiopien. Inga underarter finns listade i Catalogue of Life.